# 鷲尾家
鷲尾家（わしのおけ/わしおけ）は、藤原北家四条流の公家・華族。公家としての家格は羽林家、華族としての家格は伯爵家。

## 歴史

### 公家
権大納言四条隆親の三男・権中納言隆良を祖として鎌倉時代中期に成立。家名は宿所があった東山鷲尾に由来する。「四条」とも号した。家格は羽林家、内々。家職は有職故実・神楽。
『親長卿記』によれば、文明3年（1471年）に前参議鷲尾隆頼が遠江国で死去し、遺領を継いだ猶子の隆治は叙任を求めたが、故隆頼の進退不可の事があったので勅許は難しいとされ、相続が不首尾に終わったらしく、これが鷲尾家の最初の中絶となったが、長享2年（1488年）に太閤九条政基による執奏があって前権中納言四辻季経の当時4歳の次男隆康による再興が勅許された。隆康は日記『二水記』の筆者として知られている。しかし隆康に子供はなく、天文2年（1533年）に彼が死去すると再び鷲尾家は中絶した。
江戸時代初期の慶長6年（1601年）に四辻公遠の子・季満が隆尚に改名し再興された。隆尚（四辻季満）は天正19年（1591年）以来勅勘を蒙って出奔していたが、この慶長6年に勅免を経て京都へ戻り還任。しかしその時すでに四辻家の名跡は、山科家の猶子となっていた季継が四辻家に戻ることで継いでいたため、隆尚は鷲尾家を再興するという形で別家することになったという経緯があった。江戸時代の所領の表高は180石。

### 華族

#### 鷲尾伯爵家
幕末期から明治期の当主鷲尾隆聚は戊辰戦争で大総督府参謀等を務めて功績が賞せられ永世録200石を授けられ、明治維新後、陸軍少将、五条県（現・奈良県）、若松県（現・福島県）知事、愛知県知事、元老院議官等を歴任した。また明治2年（1869年）6月17日の行政官達で公家と大名家が統合されて華族制度が誕生すると鷲尾家も公家として華族に列した。
明治3年12月10日に定められた家禄は、現米で269石。明治9年8月5日の金禄公債証書発行条例に基づき家禄および賞典禄（実額50石）の合計319石と引き換えに支給された金禄公債の額は1万1565円36銭8厘（華族受給者中342位）。明治前期の隆聚の住居は東京府本所区亀沢町にあった。
明治17年（1884年）7月7日の華族令の施行で華族が五爵制になると大納言宣任の例多き旧堂上家として隆聚が伯爵位を授けられた。
明治45年に隆聚が死去した後、爵位と家督は十男の隆信が継いだ。昭和前期には鷲尾伯爵家の住居は京都市上京区室町通一条上ル小島町にあった。その子に隆永（大正10年2月3日生まれ）があり、その子に隆久（昭和32年12月24日生）がある。

#### 鷲尾男爵家
当家は、明治17年（1884年）4月に鷲尾隆聚の次男隆順が鷲尾家から分家して別戸を編成し、特旨を以て華族に列せられたのに始まる。同年7月の華族令施行で男爵に叙せられた。
甥にあたる光遍（三室戸和光子爵の次男）が隆順の養子に入り、大正9年に隆順が死去すると男爵位と家督を相続した。彼は襲爵前の明治43年（1910年）に石山寺座主となっており、以後同座主の地位は当家が世襲している。
昭和前期に男爵家の住居は本家の伯爵家と同じ京都市上京区室町通一条上ル小島町にあった。